# Ulrich Schenk (Fußballspieler)
Ulrich Schenk (* 29. Juni 1943) ist ein ehemaliger deutscher Fußballspieler, der in Neubrandenburg und Waren (Müritz) Zweitligafußball bestritt. 

## Sportliche Laufbahn
Über die Betriebssportgemeinschaft (BSG) Lokomotive Waren und die Armeesportgemeinschaft (ASG) Staaken kam Ulrich Schenk im Alter von 19 Jahren zur Saison 1962/63 zur ASG Vorwärts Neubrandenburg. Beim zweitklassigen DDR-Ligisten kam er nur in vier Punktspielen zum Einsatz, danach übernahm ihn der ASK Vorwärts Berlin, der Spitzenklub der zentralen Armeesportvereinigung Vorwärts. Dort spielte Schenk bis 1966 vorwiegend in der Reservemannschaft, während er für das Oberligateam nur einige Freundschaftsspiele bestritt. 
Zu Beginn der DDR-Liga-Saison 1966/67 kehrte Schenk wieder zu Vorwärts Neubrandenburg zurück. Dort eroberte er sich einen Stammplatz als Mittelfeldspieler, absolvierte 27 der 30 Ligaspiele und erzielte sechs Tore. Auch in den zwei folgenden Spielzeiten war Schenk in der Stammelf gesetzt, fehlte nur 1967/68 in einem Ligaspiel. Die erfolgreichste Saison seiner DDR-Liga-Karriere bestritt er 1968/69, als er alle 30 Punktspiele bestritt und, zeitweise auch als Linksaußenstürmer eingesetzt, mit acht Treffern Torschützenkönig der Neubrandenburger Armeemannschaft wurde. Die Spielzeit 1969/70 verlief für Schenk enttäuschend. Zum einen kam er nur in 18 der 30 DDR-Liga-Spiele zum Einsatz, und darüber hinaus stieg seine Mannschaft am Saisonende aus der DDR-Liga ab. In der Bezirksliga wurde Vorwärts Neubrandenburg 1970 mit Schenk Bezirksmeister und kehrte umgehend in die DDR-Liga zurück. Schenk bestritt noch zwei Spielzeiten für die ASG Vorwärts in der DDR-Liga, wurde aber in 44 Ligaspielen dieses Zeitraums nur 32-mal eingesetzt. Als Torschütze hatte er aber nichts an seiner Treffsicherheit eingebüßt. 1971/72 kam er auf sieben Treffer, 1972/73 wurde er mit neun Toren noch einmal treffsicherster Spieler seiner Mannschaft. 
Nach dieser Saison stieg Vorwärts erneut in die Bezirksliga ab, woraufhin Ulrich Schenk zur Saison 1973/74 zum Ausgangspunkt seiner Karriere zurückkehrte und sich der BSG Verkehrsbetriebe Waren anschloss. Er verhalf ihr sofort zum Bezirksmeistertitel und Aufstieg und bestritt 1974/75 mit VB Waren seine letzte DDR-Liga-Saison. Von den 22 Ligaspielen absolvierte er 13 Einsätze, in denen zehn Treffer erneut zum Torschützenkönig reichten. Seine Mannschaft konnte jedoch die Liga nicht halten und kehrte nach nur einem Jahr wieder in die Bezirksliga zurück. 
Ulrich Schenk kam danach nicht wieder in den höherklassigen Fußball zurück, wo er innerhalb von acht Spielzeiten 153 DDR-Liga-Spiele bestritten und dabei 44 Tore erzielt hatte. 